# Beagle B.206
Beagle B.206 − brytyjski lekki dwusilnikowy samolot dyspozycyjny i łącznikowy, budowany w latach 60. XX wieku, wykorzystywany przez użytkowników cywilnych w Wielkiej Brytanii i Australii oraz, w latach 1964−1974, przez Royal Air Force pod oznaczeniem Beagle Basset CC.1.

## Rozwój samolotu
Beagle B.206 został zaprojektowany w 1961 roku w wytwórni lotniczej Beagle Aircraft (istniejącej w latach 1960−1969), jako lekki dwusilnikowy samolot komunikacyjny. Oblot pierwszego pięciomiejscowego prototypu, oznaczonego B.206X, miał miejsce 15 sierpnia 1961 roku na lotnisku Shoreham, drugi, B.206Y o większych wymiarach i siedmiomiejscowej kabinie, został oblatany 12 sierpnia 1962 roku. Dwa samoloty, z oznaczeniem fabrycznym B.206Z (numery seryjne XS 742 i XS 743), zostały zamówione przez brytyjskie Ministerstwo Lotnictwa jako płatowce eksperymentalne dla prób wyposażenia przeprowadzanych w bazie Boscombe Down. Pozytywne opinie z ich użytkowania zaowocowały zamówieniem serii 20 samolotów, mających służyć jako maszyny łącznikowe i komunikacyjne w Royal Air Force.
Na rynek cywilny zostały przygotowane kolejne wersje rozwojowe: B.206 S (2 prototypy); 206 Series 1, siedmiomiejscowy (11 zbudowanych); 206 Series 2, ośmiomiejscowy o mocniejszych silnikach i lepszych osiągach (47 zbudowanych) oraz 206 Series 3 (3 prototypy wersji dla 10 osób). Ogółem do 1969 roku wybudowano 85 egzemplarzy wszystkich wersji, wliczając prototypy.

## Użycie
Pierwszy Beagle Basset CC.1 (oznaczenie fabryczne B.206R) dla RAF został dostarczony 27 grudnia 1964 roku, ostatni w roku 1966. Miały one kolejne numery seryjne XS 765 do XS 784. Pierwszą jednostką wyposażoną w Bassety był Northern Communications Squadron, utworzony w październiku 1964 roku i stacjonujący w bazie RAF Topcliffe, kolejnymi Metropolitan Communications Squadron w RAF Northolt, Southern Communications Squadron w RAF Bovingdon oraz Western Communications Squadron w RAF Andover. W styczniu 1969 roku nastąpiła reorganizacja dywizjonów łącznikowych, przekształcająca je w 26., 32. i 207. Dywizjon RAF. W maju 1974 roku Bassety zostały wycofane ze służby wojskowej, głównie ze względu na niewystarczający zasięg przy pełnym obciążeniu. Ostatnim był XS 784, spisany ze stanu 207. Dywizjonu 28 maja 1974 roku.
B.206, produkowane oryginalnie na rynek cywilny, oraz sprzedane po wycofaniu ze służby wojskowej, były użytkowane przez różnych operatorów, zarówno korporacje, jak i osoby prywatne na terenie Wielkiej Brytanii. Jeden z pierwszych samolotów został zakupiony jako dyspozycyjny przez zakłady Rolls-Royce'a w Hucknall. Były także wykorzystywane przez Royal Flying Doctor Service of Australia.

## Opis konstrukcji
Beagle B.206 był dwusilnikowym dolnopłatem o konstrukcji całkowicie metalowej, z pracującym poszyciem, klasycznym usterzeniem i trójpodporowym podwoziem z kółkiem przednim. Kabina mieściła, w zależności od wersji, od pięciu do dziesięciu osób. Napęd wersji wojskowej stanowiły dwa silniki Rolls-Royce Continental G-10-470-A o mocy po 310 hp każdy, wersji cywilnej Series 2 zaś Rolls-Royce Continental O-520-C z turbodoładowaniem, o mocy po 340 hp.